# ZIL-164
Der ZIL-164 (russisch ЗИЛ-164) war ein zweiachsiger Lastkraftwagen des sowjetischen Fahrzeugherstellers Sawod imeni Lichatschowa, der von 1957 bis 1965 in Serie gebaut wurde. Er war Nachfolger des ZIS-150 und wurde am Ende der Produktionszeit durch den ZIL-130 ersetzt. Der allradgetriebene Dreiachser ZIL-157 nutzte Komponenten des Lastwagens, insbesondere das gleiche Fahrerhaus. Unter der Bezeichnung ZIL-166 wurden Fahrzeuge für den Betrieb mit unterschiedlichen gasförmigen Kraftstoffen gefertigt.

## Fahrzeuggeschichte

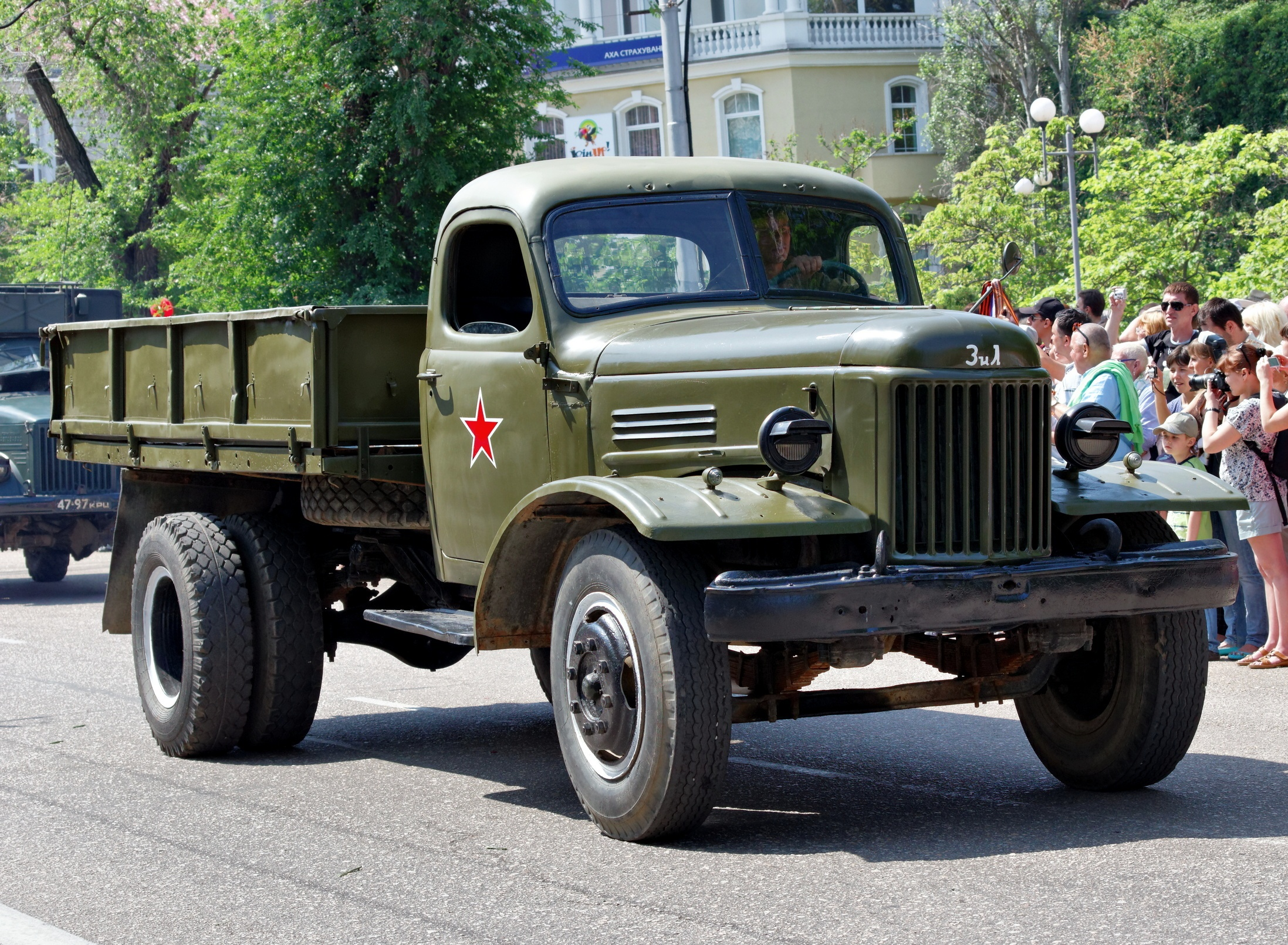
ZIL-164 auf einem Festumzug in Sewastopol (2012)

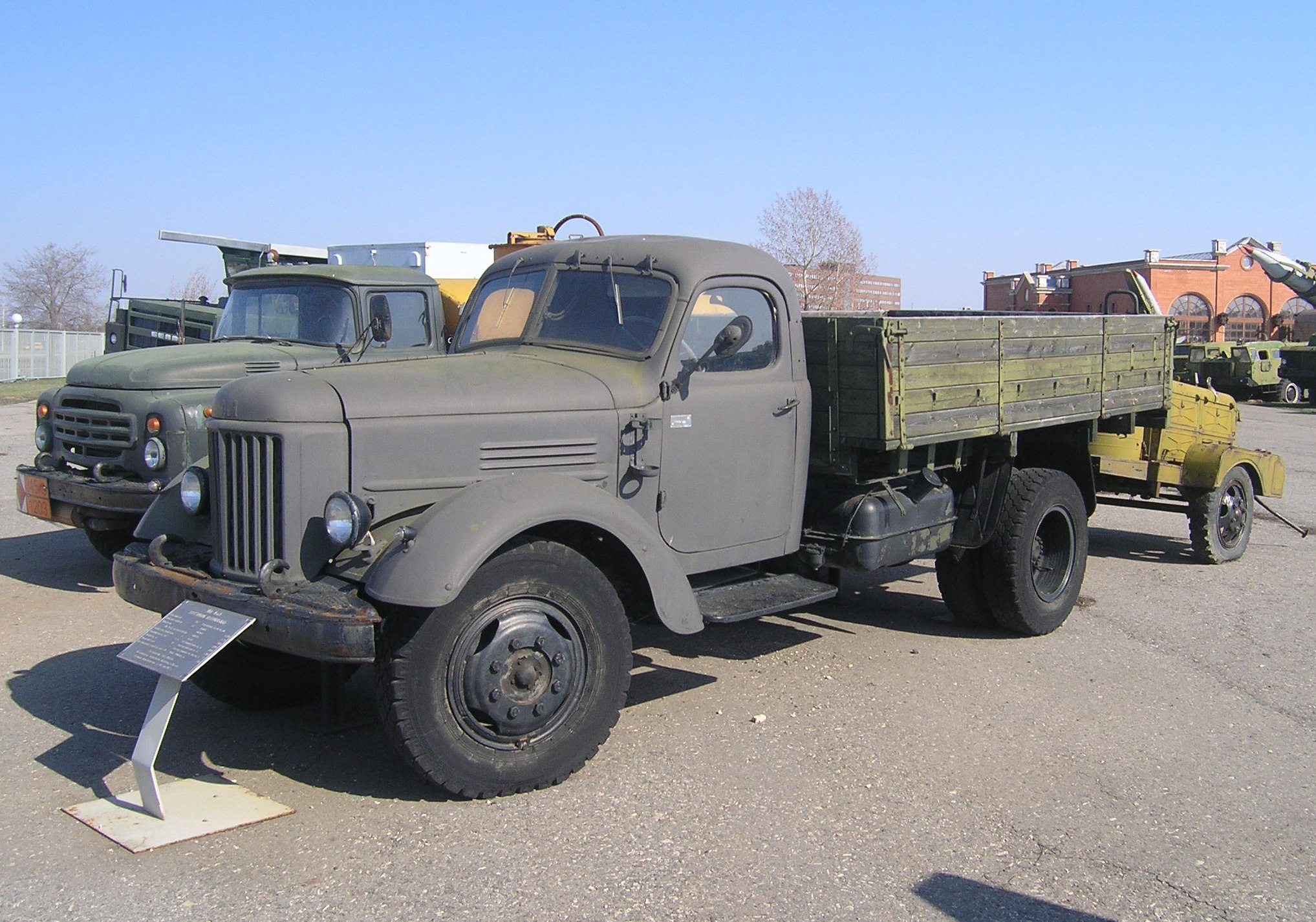
ZIL-164 in einem technischen Museum in Toljatti, Russland (2010)

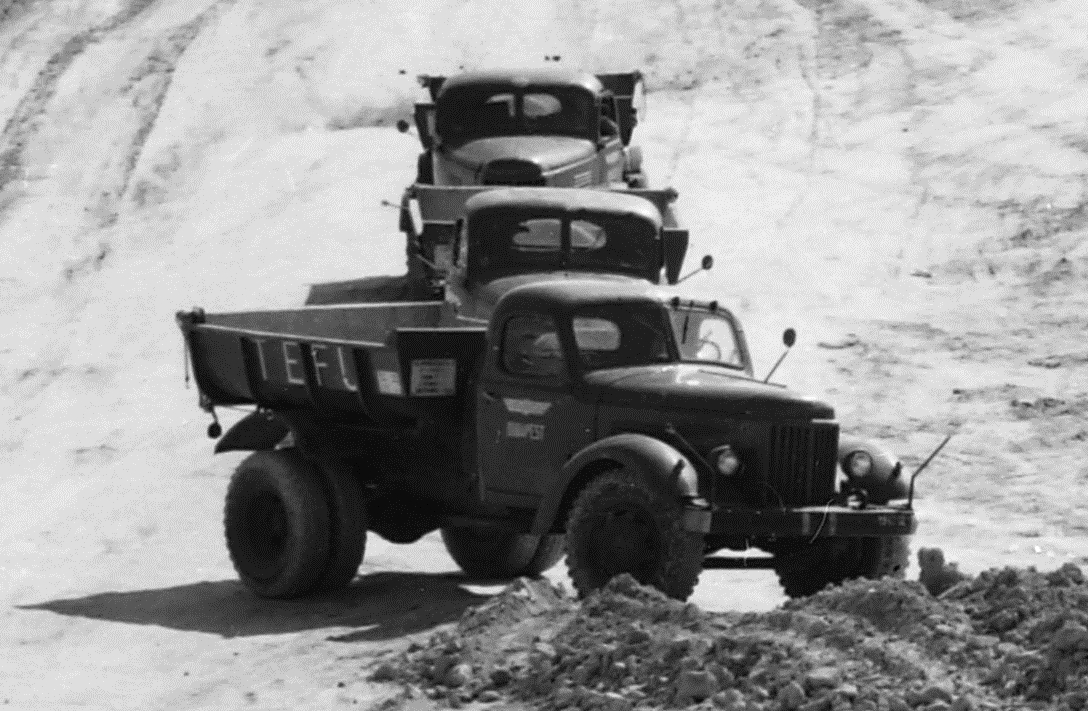
Drei ZIL-MMZ-585 beim Bau der Autópálya M1 in Ungarn (1962)

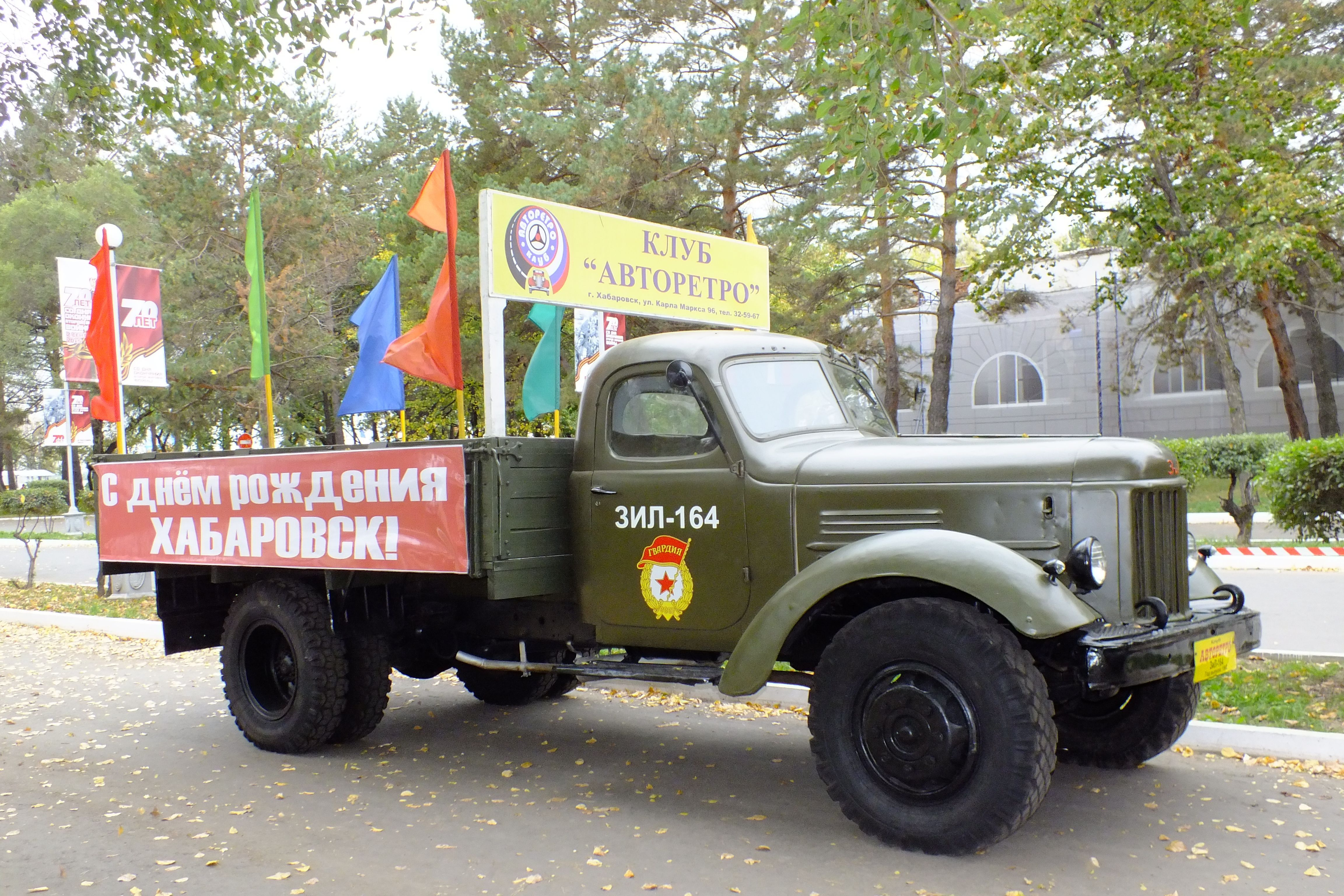
ZIL-164 bei einem Festumzug in Chabarowsk, (2015)

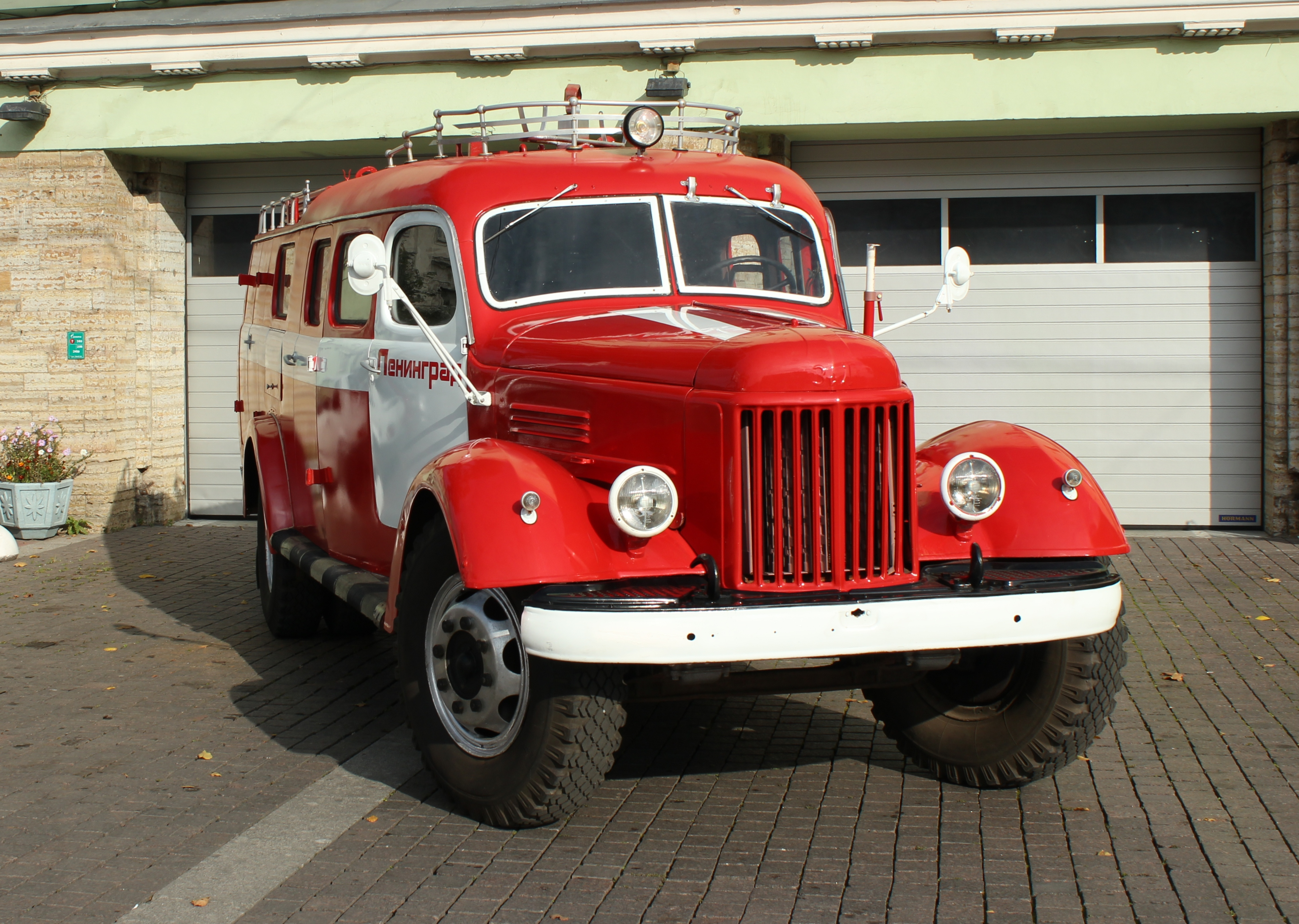
Feuerwehrfahrzeug auf Basis des ZIL-164 in der Region St. Petersburg (2011)

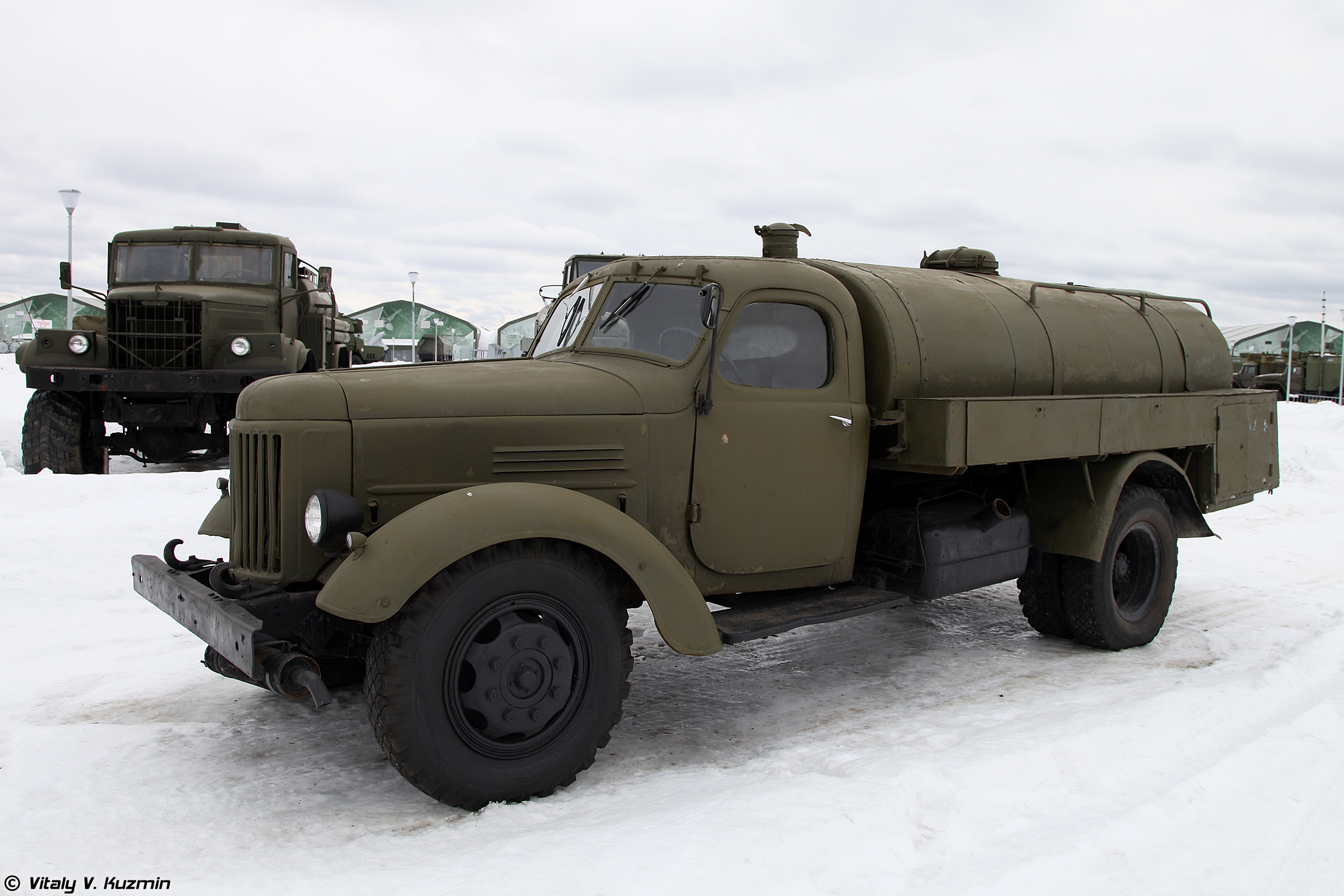
ZIL-164 als militärischer Tankwagen im Park Patriot (2015)

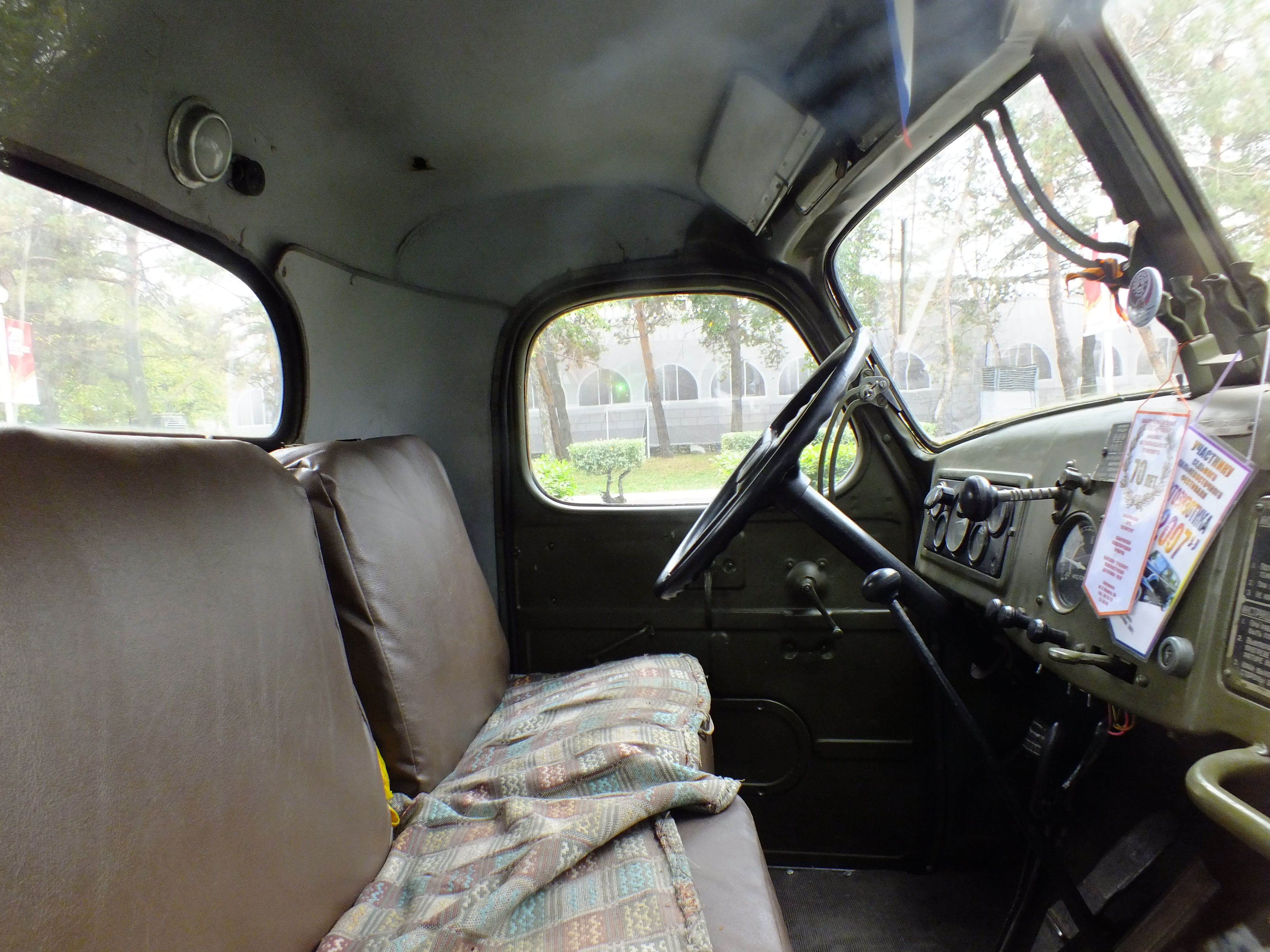
Innenansicht des Fahrerhauses eines ZIL-164 (2015)

Die Produktion des ZIL-164 begann im Oktober 1957. Gleichzeitig wurde die Produktion des Vorgängers ZIS-150, aus dem heraus der Lastwagen auch entwickelt worden war, eingestellt. Der neue Motor unterschied sich vom zuvor verbauten Fabrikat vor allem durch überarbeitete Leichtmetallzylinderköpfe. Dadurch konnte die Leistung geringfügig gesteigert werden, indem man das Verdichtungsverhältnis erhöhte. Weitere Neuerungen waren ein überarbeitetes Bremssystem, mit dem nun auch Anhänger an die Hauptbremsanlage des Fahrzeugs gekoppelt werden konnten. Optisch unterschieden sich die Fahrzeuge vor allem durch den geänderten Kühlergrill, dessen Streben nun senkrecht statt waagerecht verliefen. Das Fahrwerk wurde überarbeitet, ebenso die Kabine. Zusätzlich wurde ein Motorvorwärmer installiert und noch andere kleinere Anpassungen vorgenommen, um den Lkw auch bei niedrigen Temperaturen betriebsfähig zu halten.
Ab 1961 wurde mit dem ZIL-164A eine überarbeitete Version des Lkw gebaut. Die Leistung wurde auf 100 PS (74 kW) erhöht, Getriebe und vordere Stoßdämpfer überarbeitet. Zudem wurde eine neue Einspritzpumpe verwendet. Ab 1962 verbaute Hinterachsen stammten vom ZIL-130, der nun parallel gefertigt wurde. Da die Umstellung der Produktionsanlagen jedoch länger als geplant in Anspruch nahm, wurde der ZIL-164 noch einige Jahre parallel gefertigt. Während die meisten Quellen von 1965 als letztes Baujahr sprechen, wird auch Ende Dezember 1964 als Enddatum der Produktion genannt.
Ab 1959 baute das Kutaisski Awtomobilny Sawod eine Version des ZIL-164, wie es zuvor schon mit dem KAZ-150 eine Version des ZIS-150 gebaut hatte. Die Fahrzeuge sind am Schriftzug „Kutaisski Awtosawod“ an den Seiten der Motorhaube zu erkennen und wurden speziell an die bergigen Verhältnisse Georgiens angepasst.
Der ZIL-164 war in größeren Betrieben bis zum Ende der 1970er-Jahre zu finden und wurde dann durch modernere Lastwagen ersetzt. Nach dieser Zeit nahm die Verbreitung des Lastwagens stark ab, der zusammen mit Fahrzeugen wie dem vergleichbaren UralZIS-355M oder dem GAZ-51 das Straßenbild der Sowjetunion seiner Zeit geprägt hatte. Vereinzelte Exemplare standen jedoch bis in die 1990er-Jahre im Einsatz. Sein Nachfolger, der ZIL-130, wurde noch bis 2010 und somit fast ein halbes Jahrhundert in Serie produziert.

## Modellversionen
Im Verlauf der relativ kurzen Produktionszeit wurden verschiedene Varianten des Fahrzeugs hergestellt. Die Liste erhebt jedoch keinen Anspruch auf Vollständigkeit. Bei Modellen mit den Buchstaben MMZ in der Bezeichnung wurden die Aufbauten im Mytischtschinski Maschinostroitelny Sawod (kurz MMZ) gefertigt.
- ZIL-164 – Basisversion mit Pritsche, die von 1957 bis 1961 gebaut wurde.
- ZIL-164R – Speziell für den Betrieb mit Anhängern ausgelegt, 1957 bis 1961 gebaut.
- ZIL-164D – Pritschenversion mit abgeschirmter elektrischer Anlage, ebenfalls 1957 bis 1961 hergestellt.
- ZIL-MMZ-164N – Von 1957 bis 1961 gebaute Sattelzugmaschine mit zweitem Tank, wodurch insgesamt 300 l Kraftstoff zur Verfügung standen. Außerdem erhielt das Fahrzeug schon früh einen Vergaser vom Typ K-84, der die Leistung auf 104 PS (76,5 kW) steigerte. Die Übersetzung der Hinterachse wurde von 7,63:1 auf 9,28:1 erhöht, wodurch die Höchstgeschwindigkeit auf 55 km/h sank, die Zugkraft des Fahrzeugs sich jedoch erheblich verbesserte. Es gab diverse weitere kleinere Änderungen gegenüber dem Pritschenmodell. Bei 7 t Zuladung ergab sich eine Sattellast von 5,5 t und ein Gesamtgewicht des Sattelzugs von 13.565 kg.[7]
- ZIL-164A – Verbesserte Grundversion, die ab 1961 bis zum Ende der Produktionszeit 1965 gebaut wurde.
- ZIL-164AR – ZIL-164A für den Anhängerbetrieb, 1961 bis 1965 gebaut
- ZIL-164AD – verbesserte Version mit geschirmter Elektrik, 1961 bis 1965 produziert
- ZIL-164AG – Fahrgestell für Kipper, hergestellt 1961 bis 1965
- ZIL-MMZ-164AN – modernisierte Zugmaschine, gefertigt 1961 bis 1965
- ZIL-MMZ-585 – In verschiedenen Varianten von 1957 bis 1965 auf Basis des gekürzten Fahrgestells des ZIL-164 gebauter Kipper, genauere Informationen siehe dort.

Neben den genannten Versionen gab es unterschiedliche Feuerwehrautos, die den ZIL-164 als Basis nutzten.
Außerdem wurden insgesamt drei Modelle gebaut, die mit verschiedenen gasförmigen Kraftstoffen betrieben werden konnten. Sie wurden als ZIL-166 bezeichnet:
- ZIL-166 – Für den reinen Betrieb mit Erdgas, wahrscheinlich ab 1957 gefertigt. Da es mit Beginn der 1960er-Jahre zu einer starken Überproduktion von Benzin und einem entsprechenden Preisverfall in der Sowjetunion kam, wurde der Lastwagen bereits 1960 aus der Produktion genommen. Bis 1965 verschwand auch das Netz aus Tankstellen bzw. Verdichterstationen.[8]
- ZIL-166A – Version mit Tanks für Flüssigerdgas (Methan) und Benzin, die Treibstoffe konnten wahlweise benutzt werden.[9]
- ZIL-166W – Modell für den Betrieb sowohl mit Flüssiggas (Propan-Butan-Gemisch) als auch mit Benzin. Der Motor leistete 87 PS bei Betrieb mit Gas und 97 PS bei Benzinbetrieb. Die Fertigung wurde 1964 eingestellt.[10]

## Technische Daten
Für das Grundmodell ZIL-164.
- Motor: Sechszylinder-Reihen-Ottomotor
- Leistung: 97 PS (71 kW) bei 2600 min−1
- Hubraum: 5550 cm³
- Bohrung: 101,6 mm
- Hub: 114,3 mm
- Verdichtung: 6,2:1
- Drehmoment: 33 kpm (324 Nm) bei 1100–1400 min−1
- Tankinhalt: 150 l
- Verbrauch (Einstellwert): 27 l/100 km*
- Getriebe: manuelles Fünfgang-Schaltgetriebe
- Kupplung: Zweischeiben-Trockenkupplung
- Höchstgeschwindigkeit: 75 km/h
- Bremsweg aus 30 km/h: maximal 8 m (auf trockenem Asphalt)
- Bordspannung: 12 V
- Batterie: 2 Stück 6-V-Batterien in Reihenschaltung, je 84 Ah
- Lichtmaschine: 12 V, 18 A
- Antriebsformel: 4×2

Abmessungen und Gewichte
- Länge: 6700 mm
- Breite: 2470 mm
- Höhe: 2180 mm über Kabine
- Radstand: 4000 mm
- Spurweite vorne: 1700 mm
- Spurweite hinten: 1740 mm
- Bodenfreiheit: 265 mm
- Abmessungen der Ladefläche (L×B): 3540 mm × 2250 mm
- Reifengröße: 9,00-20"
- Leergewicht: 4100 kg
- zulässiges Gesamtgewicht: 8100 kg
- Zuladung: 4000 kg, 3500 kg im Gelände
- zulässige Anhängelast: 4500 kg

* Der Verbrauchswert wurde im Sommer, auf ebener, trockener, befestigter Strecke bei zulässigem Gesamtgewicht (8100 kg), konstanter Geschwindigkeit und ohne Anhänger ermittelt. Es handelt sich bei dieser Angabe um einen Normwert, welcher verwendet wurde um zu kontrollieren, ob alle mechanischen Einstellungen am Fahrzeug korrekt vorgenommen wurden. Der Verbrauch im realen Einsatz war zumeist höher, hing von den Einsatzbedingungen der Fahrzeuge ab und wurde auch z. B. durch sowjetische Arbeitsnormen anders berücksichtigt.